# Lachaux
Lachaux település Franciaországban, Puy-de-Dôme megyében. Lakosainak száma 276 fő (2022. január 1.). Lachaux Arronnes, Ferrières-sur-Sichon, La Guillermie, Châteldon, Ris és Saint-Victor-Montvianeix községekkel határos.

## Népesség
A település népességének változása:
| Lakosok száma | 298  | 282  | 283  | 280  | 279  | 279  | 278  | 277  | 276  |
|               | 2013 | 2015 | 2016 | 2017 | 2018 | 2019 | 2020 | 2021 | 2022 |